# Brachypodium bolusii
Brachypodium bolusii är en gräsart som beskrevs av Otto Stapf. Brachypodium bolusii ingår i släktet skaftingar, och familjen gräs. Inga underarter finns listade i Catalogue of Life.